# Alfred Brosig
Alfred Brosig (ur. 5 maja 1895 w Chabsku, zm. 7 stycznia 1940 w Poznaniu) – historyk sztuki.

## Życiorys
Był synem Pawła i Marty z Gockowskich.
Po ukończeniu gimnazjum w Pile, studiował na uniwersytecie w Berlinie, Królewcu i Monachium. Uzyskał stopień doktora filozofii.
W 1924 został kustoszem Gabinetu Rycin Muzeum Wielkopolskiego w Poznaniu. Był organizatorem wystaw grafiki dawnej i nowej. Opracował do nich również katalogi. Interesował się również sztuką średniowieczną, co zaowocowało licznymi publikacjami. Był założycielem i prezesem Towarzystwa Miłośników Grafiki w Poznaniu. W 1933 roku ożenił się ze Sławą Domek.

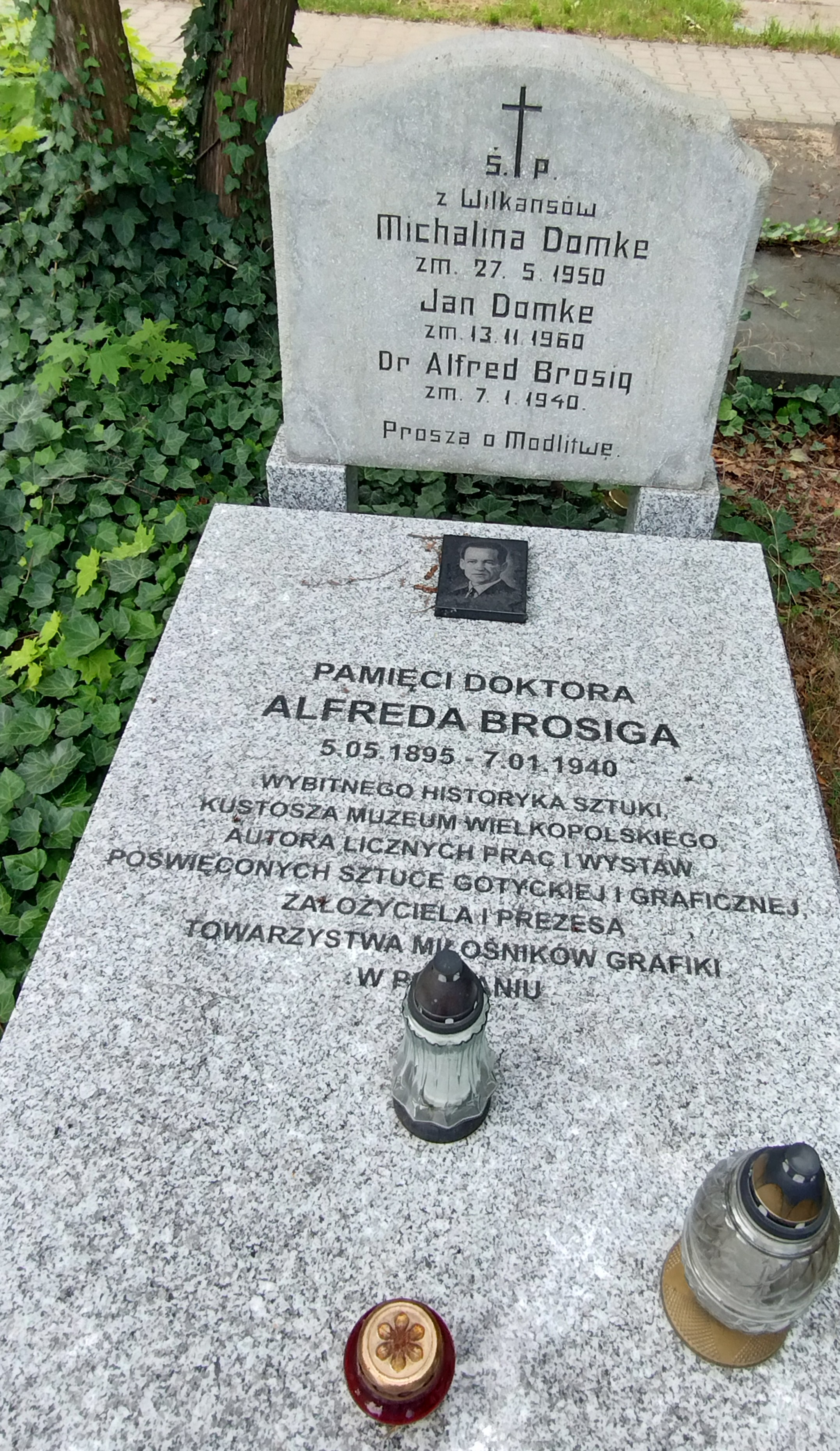
grób Alfreda Brosiga na cmentarzu Jeżyckim w Poznaniu

Zmarł w Poznaniu 7 stycznia 1940 i został pochowany na cmentarzu na Jeżycach (kwatera L, rząd 0c, grób 30).
Jego zasługą są badania nad historią sztuki wielkopolskiej, a zwłaszcza rzeźbą gotycką.

## Wystawy
- Poznań i miasta Polski zachodniej w grafice, (1938)
- Angielskie stychy w XVIII w., (1931)
- M.Płoński, D.N.Nether, (1931)

## Publikacje
- Ołtarze gotyckie, (1927)
- Rzeźba gotycka 1400-1450, (1928)
- Plastyka gotycka na pomorzu, (1930)
- Materiały do historii sztuki wielkopolskiej XVII i XVIII w., (1934)
- Dzieje sztuki litograficznej w Poznaniu, (1936)